# Raimundo Lanas
Raimundo Lanas Muru (Murillo el Fruto, Navarra, España, 23 de enero de 1908 - Fuendejalón, Zaragoza, España, 31 de diciembre de 1939), fue un artista y cantante español. Apodado "El ruiseñor navarro", se le reconoce como el mejor intérprete de la jota navarra de la historia.

## Biografía
Fue pastor y herrador. Comenzó a cantar muy joven en su localidad natal, y, posteriormente, en los pueblos de cercanos: Tudela, Carcastillo, Villafranca. Más tarde, se trasladó a Pamplona, iniciándose en la música en "Los Amigos del Arte" y en el "Orfeón Pamplonés", cuyo director, Remigio Múgica, le alentó.
En Pamplona conoció el guitarrista Miguel Cenoz, de Ostiz, que fue su acompañante y amigo. Sería él quien le pidió ir a Barcelona, donde grabó sus primeras jotas.
Trabajó en grandes compañías de espectáculos, con J. Guerrero y Raquel Meller, mereció el sobrenombre artístico de "El ruiseñor navarro" (1933) y cosechó éxitos en Cuba, México cuando llegó a  México fue recibido por el industrial Navarro Martín Oyamburu Arce quien era dueño de La Modelo y la Goodrich Euzkadi prestándole las instalaciones de la Cervecería para dar recitales y financiando las presentaciones en Bellas Artes. y Nueva York (1935).
Luis Gil Gómez escribió que su voz "timbrada y fuerte" servía "sin barroquismos estériles ni atildamientos" a la "lírica de los cancioneros populares". El doctor Juan Riñón, tras escucharle en el teatro de Zarzuela (1936), dijo: "Ponía escalofríos en la carne y en el alma. Lo que Gardel para la canción argentina y Negrete para la mexicana, fue Raimundo para Navarra". 
Críticas de ese estilo le acompañaron durante su carrera y explicarían que permanezca como jotero mítico, aunque sus características vocales hayan impuesto, quizás, un tipo de jotero atenorado con exclusión de otras voces no menos bellas y apropiadas para el canto de la jota. 
Falleció en Fuendejalón (Zaragoza) el 31 de diciembre de 1939, a los 31 años de edad.